# Daniel Humair
Daniel Humair (Ginevra, 23 maggio 1938) è un batterista, compositore di musica jazz e pittore svizzero.

## Biografia
Comincia a suonare a livello internazionale nel 1958, dopo essersi spostato a Parigi. Nel 1959 fonda, assieme a Martial Solal un gruppo che, nel corso degli anni, avrà nelle sue file musicisti come Pierre Michelot, René Urtreger, Barney Wilen, Michel Hausser e Stéphane Grappelli. Negli anni settanta è stato nei gruppi di Jim Hall, Lee Konitz, Art Farmer, Joe Henderson, Dexter Gordon, Franco Ambrosetti, George Gruntz, Johnny Griffin, Herbie Mann e Anthony Braxton. 
Nel corso della sua carriera ha lavorato con artisti come Chet Baker, Kenny Dorham, Eric Dolphy, Jackie McLean, Phil Woods, Lucky Thompson, Don Byas, i Swingle Singers, Miles Davis, Bud Powell, Nico Bunink, Oscar Pettiford, 
Tony Scott.
Dagli anni sessanta accanto alla sua attività di batterista ha cominciato a dipingere, in un modo che lui definisce figurativo astratto.

## Discografia
- 1960: Connection
- 1960: Humair Urtreger Michelot (il trio "HUM")
- 1960: Dermaplastic - con Martial Solal
- 1964 Jazz Long Playing - con Jean-Luc Ponty, Michel Portal, Eddy Louiss (Philips)
- 1967 Sunday Walk - con Jean-Luc Ponty, Niels-Henning Ørsted Pedersen, Wolfgang Dauner (MPS)
- 1967 From Sticksland with Love - con George Gruntz (MPS)
- 1968 European Episode and Impressive Rome -  con Lee Konitz e Martial Solal (Campi)
- 1969 It's Nice to Be With You - con Jim Hall (MPS)
- 1971 Huffin'n'Puffin' - con Ray Nance
- 1972 Morning! (Musica)
- 1974 Jazz à Juan - con Lee Konitz (SteepleChase)
- 1979: Humair Jeanneau Texier
- 1979: Triple hip trip - con David Friedman al vibrafono
- 1980 East Side West Side (Owl)
- 1980 Humair, Louiss and Ponty, Vol. 1 Dreyfus
- 1983 Wings - con Franco Ambrosetti (Enja)
- 1985 Scratch - con Kenny Barron (Enja)
- 1985 Tentets - con Franco Ambrosetti (Enja)
- 1985: Easy to read - con Joachim Kühn e Jean-François Jenny-Clark
- 1986: Pastor - con Michel Portal
- 1986 Welcome (Soul Note)
- 1986 Movies - con Franco Ambrosetti (Enja)
- 1987: Surrounded 1964/1987 - con Dolphy, Portal, Solal, Texier, Louiss, Mulligan,.
- 1988 From Time to Time Free - con Joachim Kühn and Jean-François Jenny-Clark
- 1988 Movies Too - con Franco Ambrosetti (Enja)
- 1988 9.11 pm Town Hall Label Bleu
- 1990 Up Date 3.3 - con François Jeanneau and Henry Texier (Label Bleu)
- 1991 Earthcake (Label Bleu)
- 1991 Edges (Label Bleu)
- 1991 Humair, Louiss and Ponty, Vol. 2 (Dreyfus)
- 1993: Usual confusion - con Joachim Kühn e Jean-François Jenny-Clark
- 1993 Open Architecture (Ninety-One)
- 1996: L'opera de Quat'sous - Die Dreigroschenoper - The Threepenny Opera - con Joachim Kühn e Jean-François Jenny-Clark
- 1996 Akagera (JMS)
- 1997 Trio HLP (Dreyfus)
- 1998 Quatre Fois Trois (Label Bleu)
- 1998 Die Dreigroschenoper (Polygram)
- 1999 Triple Entente (Mercury/Universal)
- 1999 Humair Urtreger Michelot (Sketch)
- 2001 Liberté Surveillée (Sketch)
- 2003 Baby Boom (Sketch)
- 2003 Paris Abstractions - con Benjamin Koppel (sax) e Palle Danielsson (bass)
- 2006 European Jazz Factory - con Benjamin Koppel (sax), Gueorgui Kornazov (trombone), Cedric Piromalli (piano) e Thommy Andersson (bass)
- 2009 Baby Boom II (Bee Jazz/NRW)
- 2010 Pas de Dense (Zig Zag Territoires)
- 2011 Quatre-Trois-Deux-Un - con Benjamin Koppel (sax), Jakob Anderskov (piano) e Thommy Andersson (bass)
- 2012 Project Cristal